# Hrabstwo Boyd (Kentucky)
Boyd – hrabstwo w stanie Kentucky w USA. Siedzibą hrabstwa jest Catlettsburg.
Hrabstwo Boyd zostało ustanowione w 1860 roku.

## Miasta
- Ashland
- Catlettsburg

## CDP
- Cannonsburg
- Westwood